# Al Salam Boccaccio 98
O Al Salam Boccaccio 98 era uma balsa de transporte de passageiros.

## Naufrágio
No dia 3 de fevereiro de 2006, a embarcação fazia o trajeto no Mar Vermelho entre a Arábia Saudita e o Egito quando naufragou.
Estima-se que cerca de mil e quatrocentas pessoas estavam a bordo na hora do acidente, sendo que não se descartava a hipótese de um atentado terrorista como causa. No início das buscas cerca de trezentas haviam sido resgatadas com vida. A embarcação não tinha botes salva-vidas suficientes para todos os passageiros, o que acabou ceifando a vida dos que ficaram para trás.